# Gololcha (Arsi)
Pour l’article homonyme, voir Gololcha (Bale).
Gololcha est un woreda du centre-est de l'Éthiopie situé dans la zone Arsi de la région Oromia. Il a 172 176 habitants en 2007. Son chef-lieu est Chancho.
Limitrophe de la zone Mirab Hararghe à l'est, le woreda Gololcha est entouré dans la zone Arsi par les woredas Aseko, Amigna, Chole et Guna.
Sa principale agglomération est Debre Selam plus connue sous le nom de Chancho. Il y a par ailleurs dans le sud-ouest du woreda une localité appelée « Gololcha » comme le woreda.
Au recensement national de 2007, le woreda compte 172 176 habitants dont 2 % de citadins avec 3 472 habitants à Chancho. La majorité des habitants du woreda (78 %) sont musulmans, 20 % sont orthodoxes et 1 % sont catholiques.
En 2022, la population est estimée sur le même périmètre à 243 035 personnes avec une densité de population de 143 personnes par km2 et 1 698 km2 de superficie.
Une carte récente montre toutefois une nouvelle subdivision qui n'existait pas en 2015. Il s'agit probablement du 27e woreda de la zone Arsi listé par ailleurs sous le nom de « Shanan Kolu ».